# Stevan Hadžić
Stevan Hadžić (în sârbă Стеван Хаџић; n. 19 februarie/2 martie 1868, Belgrad, Principatul Serbiei – d. 23 aprilie 1931, Belgrad, Regatul Iugoslaviei) a fost un general al Armatei Regale a Serbiei și general de armată al Armatei Regale a Iugoslaviei. A fost comandant al Diviziei 1 Voluntari sârbe în campania acesteia din România și a îndeplinit în patru rânduri ministru al armatei și marinei al Regatului Iugoslaviei (1919-1920, 1921, 1924 și 1926-1931).

## Biografie

### Începutul carierei militare
Stevan Hadžić s-a născut la 19 februarie 1868 la Belgrad, ca fiu al lui Svetozar Hadžić, un colonel de infanterie al Armatei Sârbe (care a fost comandantul brigăzilor Ćuprija și Čačak în războaiele sârbo-otomane din 1876-1878), și al soției sale, Mileva (n. Gherman). În anul 1885 a fost declanșat Războiul Sârbo-Bulgar, iar tânărul Stevan s-a înrolat ca elev voluntar în Regimentul 14 Infanterie și și-a reluat studiile după război. După absolvirea cursurilor secundare la Niš, a urmat în perioada 1886-1889 studii superioare la Academia Militară din Belgrad și a fost promovat la 10 septembrie 1889 la gradul de podparucic (sublocotenent).
După ce a fost avansat la gradul de locotenent de artilerie, a fost trimis la pregătire în Rusia Imperială. A urmat mai întâi un stagiu la Brigada 35 Artilerie rusă din Kostroma, iar după încheierea lui a fost admis la Academia de Stat Major „Nikolai I” din Sankt Petersburg, unde a studiat timp de patru ani (1891-1895).
S-a căsătorit în 1901 cu Jelisaveta-Ela (1879–1966), fata colonelului Aleksandar Simonović și a soției sale, Milica (n. Spasić), o viitoare doamnă de onoare a reginei Maria. Soții Hadžić au avut un fiu pe nume Vojislav și o fiică pe nume Olga (1905–1965), care s-a căsătorit în 1927 cu colonelul de cavalerie Nikola Canić (1897–1986). Fiica lor este Mirjana Canić-Radojlović (n. 1932).

### Avansarea în ierarhia militară
După încheierea studiilor sale, a fost numit în 1895 în funcțiile de comandant de companie într-un regiment de artilerie și profesor la Școala de Subofițeri de Artilerie. În anul 1896 a fost avansat la gradul de căpitan și desemnat șef de serviciu în statul major al Diviziei Drina. În perioada 1897–1901 a fost ofițer de ordonanță al regelui și șef de secție în Statul Major General, apoi șef al statului major al Diviziei de Cavalerie și, în final, șef al statului major al Diviziei Dunării. În anul 1902 a devenit comandant al Regimentului 9 infanterie. După un nou stagiu de șef de secție în Statul Major General (1904-1905), a fost numit la 18 mai 1906 în funcția de comandant al Regimentului 18 Infanterie. Cu puțin înainte de 1910 a devenit din nou șef de secție în Statul Major General și șef al Direcției Generale a Ministerului de Război.
Pe lângă îndatoririle sale obișnuite, a fost de două ori profesor de tactică și strategie la Academia Militară din Belgrad în perioadele 1900–1901 și 1906-1910.

### Războaiele Balcanice și Primul Război Mondial
La 31 mai 1910 Stevan Hadžić a fost numit atașat militar la Sankt Petersburg, unde a rămas până la începutul celui de-al Doilea Război Balcanic. În această perioadă, la 19 februarie 1912, a fost înaintat la gradul de colonel. După întoarcerea în Serbia, a preluat comanda Diviziei Drina, care s-a confruntat cu Divizia 8 bulgară și cu o parte a Diviziei 7 bulgare în Bătălia de la Bregalnica.

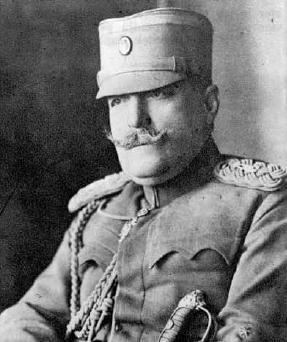
Generalul Stevan Hadžić în 1926

În Primul Război Mondial a comandat mai întâi Divizia Šumadija, care a fost implicată până la 10 august 1914 în Bătălia de pe Muntele Cer. Cu acea ocazie a participat la toate luptele de pe malul drept al râului Sava, în apropiere de Šabac și Mačva. În august 1914 Comandamentul Suprem al Armatei Sârbe l-a numit în postul de șef al Statului Major al Armatei I. Comandanții armatei au fost generalii (viitori mareșali) Petar Bojović (eliberat din funcție la 14 noiembrie 1914 deoarece fusese rănit în luptă) și Živojin Mišić cu care a rămas la conducere până în martie 1916. După retragerea armatei sârbe în insula Corfu, Hadžić a primit o sarcină care și-a pus amprenta asupra carierei sale militare. Comandamentul Armatei Sârbe din Corfu i-a ordonat la 24 februarie 1916 să meargă în Rusia pentru a organiza formarea Diviziei 1 Voluntari sârbe. Această divizie a fost alcătuită din prizonieri de război sârbi, originari de pe teritoriile sârbe ale Austro-Ungariei și mobilizați în Armata Austro-Ungară, care s-au oferit voluntari, și a numărat inițial aproape 10.000 de militari. Colonelul Hadžić a sosit la 23 aprilie 1916 la Odesa, însoțit de 21 de ofițeri și de tot atâția subofițeri. Voluntarii au continuat să vină și pe la mijlocul lunii august 1916 divizia avea aproape 18.000 de militari.
La 27 august 1916 România a intrat în război de partea Antantei. Pentru a împiedica pătrunderea forțelor turce bulgaro-germane în Dobrogea, comandamentul suprem rus a decis să desfășoare trupe de întărire în acea parte a frontului. Divizia de voluntari sârbi a făcut parte din Corpul 47 ruso-sârb, nou-format, al generalului Andrei Zaioncikovski. Unitatea sârbă a sosit de la Odessa în satele Koru Nasradin și Kara Sinan la 5 septembrie și a luat parte, două zile mai târziu, la Bătălia de la Dobrici. Luptele din Dobrogea au durat până la sfârșitul lunii octombrie; din cauza dotării insuficiente a Armatei Române, inamicul a avansat mult în această parte a frontului, astfel că divizia sârbă a fost retrasă la 26 octombrie 1916 în zona orașului Ismail. În timpul acestor lupte, divizia sârbă a avut pierderi de 8.000 de militari.
A fost decorat cu Ordinul „Mihai Viteazul”, clasa a III-a:
„Pentru vitejia, destoinicia și avântul cu care a condus o divizie sârbă, în cursul aprigelor lupte ce au avut loc în Dobrogea.”
Înalt Decret no. 190 din 10 martie 1917:p. 32
La începutul anului 1917 colonelul Hadžić, în calitate de comandant, a reușit să împiedice avansarea inamicului și să obțină câteva victorii. În martie 1917, după încheierea operațiunilor în Dobrogea, el a fost numit atașat militar în România, unde a rămas până în 1919. În această perioadă, în 18 octombrie 1918, a fost avansat la gradul de general de brigadă.

### Ministru al armatei și prim adjutant regal

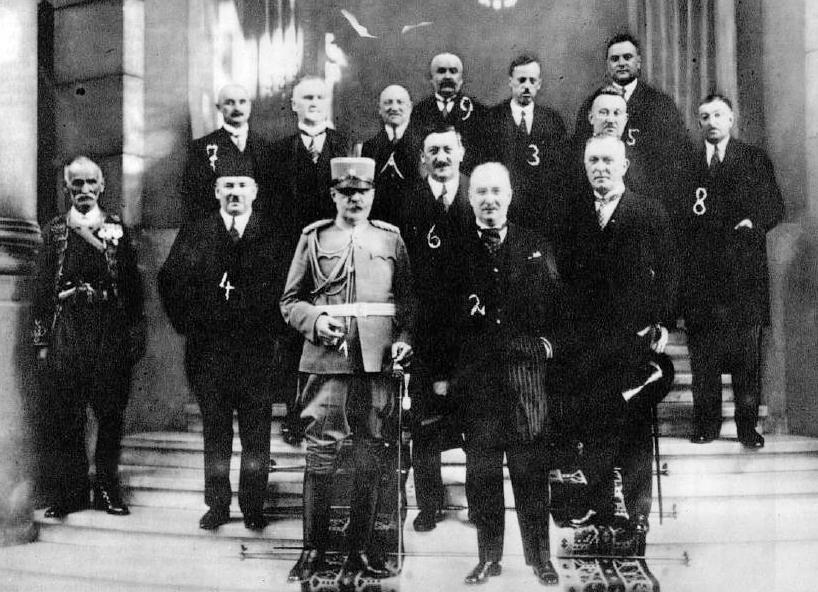
Membrii guvernului Iugoslaviei în 1928. În primul rând, generalul Stevan Hadžić

După încheierea războiului, generalul Stevan Hadžić a îndeplinit din 30 martie 1919 până în 19 februarie 1920 funcția de ministru al armatei și marinei. La 17 februarie 1920 a fost numit comandant al Armatei a II-a și a rămas în acest post până la 20 martie 1921. În calitate de membru al cercului de militari apropiați ai regelui Alexandru I, a fost primul său adjutant între 13 martie 1921 și 24 decembrie 1926 (cu întreruperi în perioadele 24 mai - 20 iulie 1921 și 27 iulie - 6 iulie 1924, când a îndeplinit funcția de ministru al armatei și marinei pentru a doua și, respectiv, a treia oară). A fost înaintat la 21 octombrie 1923 la gradul de general de armată. După ce a părăsit postul de prim adjutant, Hadžić a fost numit ministru al armatei și marinei pentru a patra oară și a ocupat această funcție în perioada 24 decembrie 1926 - 23 aprilie 1931, până la moartea sa.

### Ajutorarea refugiaților ruși
Hadžić nu a uitat niciodată zilele pe care le-a petrecut studiind, slujind și luptând în Rusia Imperială. Aprecierea și dragostea sa pentru Rusia au devenit vizibile după izbucnirea Revoluției din Octombrie și a Războiului Civil, care au determinat un aflux mare de emigranți ruși în Serbia și Franța. El s-a străduit să-i ajute și, în semn de recunoștință, a fost ales membru onorific al Societății Ofițerilor Ruși de Stat Major, al Societății Cavalerilor Ordinului „Sfântul Gheorghe”, al unităților militare georgiene și al coloniei ruse din Sarajevo.

### Moartea
A murit în casa familiei sale la 23 aprilie 1931 și a fost înmormântat în Cimitirul Nou din Belgrad.

## Decorații
- Ordinul „Mihai Viteazul”, clasa a III-a, România (10 martie 1917)[6][8]:p. 32

## Vezi și
- Participarea României la Primul Război Mondial
- Divizia 1 Voluntari